# Pančarevo
Pančarevo (makedonsky: Панчарево) je vesnice v Severní Makedonii. Nachází se v opštině Pehčevo ve Východním regionu.

## Geografie
Vesnice se nachází v údolí Delčevska kotlina v nejsevernější části opštiny Pehčevo. Sousedí tak s opštinou Delčevo a státní hranicí s Bulharskem. Vesnice je kopcovitá a hornatá, domy se tyčí v nadmořské výšce 800 až 1000 metrů.
Vesnice se rozkládá na území o velikosti 24,5 km2. Orná půda zde zabírá 926 ha, pastviny tvoří 894 ha a lesy 579 ha.
Geograficky je vesnice součástí regionu Pijanec, která se z větší části rozléhá v opštině Pehčevo.

## Historie
Na konci 19. století vesnice spadala pod Osmanskou říši. Podle bulharského spisovatele a etnografa Vasila Kančova žilo v roce 1900 ve vesnici 700 obyvatel, všichni makedonské národnosti a křesťanského vyznání.
Během 20. století byla vesnice součástí Jugoslávie, konkrétně Socialistické republiky Makedonie.

## Demografie
Podle sčítání lidu z roku 2002 žije ve vesnici 375 obyvatel, všichni makedonské národnosti.
| Rok          | 1900 | 1905 | 1948 | 1953 | 1961 | 1971 | 1981 | 1991 | 1994 | 2002 |
| ------------ | ---- | ---- | ---- | ---- | ---- | ---- | ---- | ---- | ---- | ---- |
| Obyvatelstvo | 700  | 560  | 873  | 930  | 933  | 877  | 703  | 493  | 467  | 375  |